# Good Hope, Kalifornien
Good Hope är en ort (CDP) i Riverside County, i delstaten Kalifornien, USA. Enligt United States Census Bureau har orten en folkmängd på 9 192 invånare (2010) och en landarea på 29,1 km².